# At the Devil's Door
At the Devil's Door (ook verschenen als Home) is een Amerikaanse horrorfilm uit 2014, geschreven en geregisseerd door Nicholas McCarthy.

## Verhaal

### Proloog
Hannah White's nieuwe vriend haalt haar over om met haar mee te gaan naar een man in een caravan op een verlaten stuk land. Deze  Mike looft namelijk een beloning van $500 uit voor degene die 'zijn spel' kan winnen. Dit blijkt een variant van balletje-balletje. Nadat Hannah drie keer achter elkaar de goede beker aanwijst, overhandigt hij haar tevreden een rol bankbiljetten. Het enige wat ze nog moet doen, is naar het punt lopen waar de weg in tweeën splitst en daar haar naam hardop zeggen. Dit zodat 'hij' weet wie hij moet hebben, aldus Mike. Hannah neemt het geld aan en doet wat haar is gevraagd. Wanneer ze 's avonds op haar slaapkamer is, hoort ze een stem. Vervolgens tilt iets onzichtbaars haar de lucht in.

### Hoofdlijn
Makelaar Leigh wordt door Chuck en Royanna ingehuurd om hun huis te verkopen. Voor ze naar een afspraak met het stel gaat, doet ze een eerste inspectie van de woning. Binnen ziet ze een meisje in een rode jas met een capuchon over haar hoofd. Wanneer Leigh haar aanspreekt, vlucht ze zonder een woord te zeggen het huis uit. Leigh vertelt hierover aan Chuck en Royanna. Die vermoeden dat ze hun dochter Charlene heeft gezien. Die zoeken ze al een paar maanden sinds ze ervandoor ging met haar vriend. Leigh gaat terug naar het huis en treft opnieuw met meisje met de rode capuchon aan. Daarop belt ze Chuck om hem te zeggen dat ze Charlene heeft gevonden. Die vertelt haar dat de politie dat al heeft gedaan. Ze is op dat moment bij hem. Het meisje moet iemand anders zijn. Leigh bladert daarop door haar documenten en komt een kopie van een krantenbericht tegen. Op de foto staat het meisje dat zich bij haar in huis bevindt; Hannah White. Volgens het bericht pleegde die alleen zelfmoord in 1987. Leigh vindt haar terug voor een spiegel. Zodra ze haar aanspreekt, tilt iets onzichtbaars Leigh op om haar vervolgens op de vloer te gooien. Ze sterft. Achter haar gooit een gestalte het lichaam van Hannah als een cocon van zich af en blijft er een volkomen zwarte gedaante over.
Een lijkschouwer informeert Leighs zus Vera over haar dood. De officiële doodsoorzaak is hartfalen. Er zijn geen tekenen gevonden dat iemand bij haar dood betrokken was. Vera hoort Leigh op haar laatste voicemailbericht niettemin zeggen dat er een meisje bij haar is. Daarom gaat ze naar het huis van Chuck en Royanna om aanwijzingen te zoeken. Hier ontmoet Vera het meisje met de rode capuchon. Die maakt ook nu dat ze wegkomt zonder iets te zeggen. Vera probeert haar terug te vinden, maar komt in plaats daarvan oog in oog te staan met een demonische verschijning. Vera verlaat het huis en zoekt Charlene op. Zij heeft zich vrijwillig laten opnemen in een gesloten psychiatrische inrichting, om veilig te zijn voor het meisje in de rode regenjas. Ze verklaart dat ze al maanden niet meer in het huis is geweest. Charlene raadt Vera aan om te gaan praten met het meisje dat naast Hannah staat op de foto in het krantenbericht. Hannahs oude vriendin vertelt Vera dat Hannah een vriend had die haar overhaalde haar ziel te verkopen. Nadat ze daarvan terugkeerde, had ze het gevoel dat iemand 'in' haar probeerde te komen. Hannah blijkt zwanger te zijn geweest toen ze zelfmoord pleegde, maar volgens haar vriendin was ze nog maagd. Zij denkt dat Hannah zelfmoord pleegde om te voorkomen dat hetgeen dat in haar was gekomen, zijn doel kon bereiken.
Vera gaat naar huis en wordt hier zelf aangevallen door een onzichtbare kracht. Deze gooit haar door het raam, twee verdiepingen naar beneden. Wanneer ze bijkomt in een ziekenhuis, blijkt dat ze acht maanden in coma heeft gelegen. Tot haar verbazing vertelt een dokter haar dat ze zwanger werd binnengebracht. Vera wil de baby zo snel mogelijk uit zich hebben en eist een keizersnede. Het kind dat hierbij ter wereld komt, staat ze af ter adoptie.

### Epiloog
Zes jaar na de keizersnede, bezoekt Vera haar dochter. De adoptiemoeder laat haar alleen met het meisje. Vera vertelt haar dat ze weet wat zij in werkelijkheid is. Ze wil weten waarom zij hiervoor gekozen is. Het meisje reageert onaangedaan, zegt geen woord en loopt uiteindelijk weg. Vera gaat haar achterna met een mes. Zodra ze het meisje in het nauw gedreven heeft, laat die gewillig toe dat Vera het mes op haar keel zet. Ze kan zich er niet toe zetten het kind te doden. In plaats daarvan zet ze haar dochter in haar auto en rijdt ze met haar weg.

## Rolverdeling
- Ashley Rickards - Hannah White
- Catalina Sandino Moreno - Leigh
- Naya Rivera - Vera
- Nick Eversman - Calvin
- Michael Massee - Uncle Mike
- Olivia Crocicchia - Charlene
- Mark Steger - Thin Man
- Wyatt Russell - Sam
- Daniel Roebuck - Chuck
- Jan Broberg - Royanna
- Arshad Aslam - Seth
- Kent Faulcon - Davis
- Bresha Webb - Becky
- Assaf Cohen - Dr. Aranda